# 胡上琛
胡上琛（1609年—1646年），字逢聖，號席公，福州府侯官縣人，明朝、南明軍事人物。

## 生平
胡上琛的九世祖巴兒（又作失里本、失木里，《武職選簿》作胡失里木）是直隸山後人，在永樂年間因功授燕山衛指揮使，後來世襲福州右衛指揮使。他年幼時父親去世，跟隨母家田氏讀書；他身體孱弱，母親田氏經常害怕他夭折。長大後，他經叔祖教導後喜歡讀書，精通寫詩和經史，十八歲時到北京襲職，崇禎九年（1636年）考中武舉人；北京失陷後崇禎帝自殺，他悲憤不已，在羅江社寫下哀吟，文筆屬和有意境。
隆武年間，朝廷命令胡上琛聯絡江西義民，授官都督僉事、錦衣衛指揮、御營總兵，與御營司佐、御武副中軍左都督周麟、御營旗鼓都司趙之徵跟隨隆武帝到延平、汀州，徵召援兵往忠誠，途中部下都散去。隆武帝在汀州遇難，他徒步回到福京，傾力支持齊巽、張份圖起兵；很快他認為無力恢復明朝，就閉門不出，親友勸他搬家也只唯唯諾諾地答謝。清軍即將入城，他對家人說：「我家世受國恩，怎可以遭清兵北虜，就算遇赧也沒有顏面偷生，他日如何面對地下的先人！」秘密命人在山上找毒草，妾侍劉蕙笑著對他說：「夫君以為我是女子，不知道節操義行，不告訴我？我有志犧牲很久了。」胡上琛高興地說：「原來你也一樣，我沒有遺憾了！」於是二人在牆上題詩，煮鉤吻酒，並穿好禮服拜天地祖宗；劉蕙向西坐先飲毒酒而死，他也喝三杯毒酒後去世，虛年三十八歲，劉蕙則二十一歲。他的四名兒子依照劉蕙吩咐供養外祖母，外祖母也不曾阻止二人為國家自殺，乾隆四十一年（1776年）追諡節愍。

## 引用
1. 1 2  錢海岳《南明史·卷四十九·列傳第二十五》：胡上琛，字席公，侯官人。祖巴兒，以攻授福州右衛指揮使。上琛能詩，通經史韜略。年十六，赴京襲職，復舉武鄉試。
2. 1 2  《思文大紀·卷八》：右衛指揮使胡上琛死之。上琛字逢聖，號席公，直隸山後人。祖失木里，永樂間以功授燕山衛，後陞福州右衛，遂占籍福州云。琛幼孤，依母家田氏讀書。孱弱不勝衣，田氏常慮其夭。少長，好禮義文詞，授業於先叔祖。年十八赴京，襲祖職；……思宗殉難時，悲憤不勝，見羅江社刻有哀吟，輒援筆屬和，綽有思致。
3. ↑  乾隆《福州府志·卷六十一·人物 忠義》：胡上琛，字席公，閩縣人。年十六襲蔭都指揮使，嘗過易水，賦懷古詩……崇禎丙子舉武闈。
4. ↑  《明史·卷二百七十七·列傳第一百六十五》：（胡）上琛，字席公。世襲福州右衛指揮使。好讀書，能詩。既襲職，復舉武鄉試。
5. ↑  《東南紀事·卷四》：胡上琛，字席公，其先直隸山後人。永樂中，祖失裡本以功授燕山衛，後升福建右衛指揮使。上琛十八襲職，體弱不勝，折節讀書。
6. ↑  錢海岳《南明史·卷四十九·列傳第二十五》：隆武時，命向江西聯絡義勇。返命，受都督僉事、錦衣衛指揮、御營總兵。與御營司佐、御武副中軍左都督周麟、御營旗鼓都司趙之徵從幸汀州，命召援兵忠誠，中道而所部皆散。聞汀州變，回福京，齊巽、張份圖起兵，悉家所藏甲以資軍。已見事不可為，謂家人曰：「世受國恩，豈有北虜理，縱赧顏偷生，他日何面目見先人地下哉！」密令入山覓毒草。其妻劉蕙年甫二十，聞而笑曰：「君豈以我婦人不知節義事，不與聞耶？吾有志久矣。」上琛喜曰：「爾婦人亦能之耶！」遂題詩壁上，湯沐煮鉤吻酒以待。少間，上琛冠帶拜天地祖宗中堂，蕙西向坐，先飲引滿死，上琛舉三觴而死。
7. ↑  《明史·卷二百七十七·列傳第一百六十五》：唐王時，官錦衣衛指揮，遷署都督僉事，充禦營總兵官，從至汀州。王被執，上琛奔還福州，謂家人曰：「吾世臣，不可茍活，為我采毒草來。」妾劉年二十，願同死。上琛喜曰：「汝幼婦亦能死耶！」遂整冠帶與妾共飲藥酒而卒。
8. ↑  《東南紀事·卷四》：唐藩加錦衣指揮，從至延平。大清兵至，誓必死，使人求毒草。妾劉氏恚曰：「君以我婦人，不知節義，故不使聞耶！吾心決久矣！」上琛喜，並坐飲藥酒而卒。時上琛年三十八，劉年二十一。劉有母，亦不奪女志。
9. ↑  《思文大紀·卷八》：今上即位閩中，加陞錦衣衛，隨駕延、汀。及事勢去，聖駕蒙塵，琛徒步走歸。歸則閉戶不出，若有所待。戚屬勸之他徙者，惟唯唯謝之。貝勒兵將入城，琛聞之曰：『吾世受國恩，豈有北面清兵之理！縱赧顏偷生，他日何面目見祖先於地下乎』！密令人入山覓毒草，其愛妾劉蕙聞而笑曰：『君豈以我婦人不知節義事而不與聞耶？吾有志久矣，特未敢言耳。然尚慮君志未決也』。琛聞，喜動顏色曰：『不意爾之能同我志，今可無憾矣』！遂服冠裳，與妾拜天地祖宗，闔戶憤泣；並坐於中堂，飲藥酒而卒。時琛年三十有八，妾蕙年二十有一。子四人，先時囑母氏撫養。母亦賢母，不奪其志，亦大可嘉也。
10. ↑  《南疆繹史恤謚考·卷三》：節愍……胡上琛署都督僉事、充御營總兵官。閩縣人。唐王被執，奔還福州；從容正衣冠，與其妾劉氏同飲藥酒死。